# Piratisca rufotincta
Piratisca rufotincta är en fjärilsart som beskrevs av Rothschild 1916. Piratisca rufotincta ingår i släktet Piratisca och familjen nattflyn. Inga underarter finns listade i Catalogue of Life.